# ايجي كاناموري
ايجي كاناموري (باليابانية: 金森栄治؛ بالكانا: かなもり えいじ) هو لاعب كرة قاعدة ياباني، ولد في 24 يناير 1957 في كانازاوا في اليابان.

## وصلات خارجية
- ايجي كاناموري على موقع الدوري الياباني لكرة القاعدة (الإنجليزية)
- ايجي كاناموري على موقعبيزبول رفرنس.كوم (الدوري الثانوي) (الإنجليزية)